# غالي شكري
غالي شكرى غالب (منوف، المنوفيه، 12 مارس 1935 - باريس، 10 مايو 1998)، كاتب وباحث وناقد ومؤرخ مصري، اشتهر بأبحاثه وكتبه النقديه الكثيرة. حصل على الدكتوراة من جامعة السوربون في فرنسا عن موضوع «النهضة والسقوط في الفكر المصري الحديث» الذي أشرف عليها المستشرق الفرنسي المشهور جاك بيرك. رأس تحرير مجلة «القاهرة». تم تكريمه في مصر بجائزة الدولة التقديرية في الآداب سنة 1996.

## مؤلفاته
- النهضة والسقوط في الفكر المصري الحديث (رسالة دكتوراه نشرها في مصر 1978)
- 1962 - سلامة موسى وأزمة الضمير العربي
- أزمة الجنس في القصة العربية
- ثورة الفكر في أدبنا الحديث 1965
- ماذا أضافوا إلى ضمير العصر - 1967
- شعرنا الحديث إلى أين؟ - 1968
- الماركسية والأدب
- المنتمي: دراسة في أدب نجيب محفوظ - 1969
- مذكرات ثقافة تحتضر - 1970
- أدب المقاومة - 1970
- مذكرات الجيل الضائع - 1971
- ثقافتنا بين نعم ولا - 1972
- التراث والثورة - 1973
- ماذا يبقى من طه حسين - 1974
- عروبة مصر وامتحان التاريخ - 1974
- من الأرشيف السري للثقافة المصرية - 1975
- عرس الدم في لبنان - 1976
- العنقاء الجديدة: صراع الأجيال في الأدب المعاصر - 1977
- 1977 - غادة السمان بلا أجنحة
- الثورة المضادة في مصر - 1978
- اعترافات الزمن الخائب 1980
- مواويل الليلة الكبيرة - 1985
- 1986 - توفيق الحكيم الحيل والطبقة والرؤيا
- ثورة المعتزل: دراسة في أدب توفيق الحكيم
- دكتاتورية التخلف العربي: مقدمة في تأصيل سوسيولوجيا المعرفة - 1986
- أقنعة الإرهاب 1990
- المثقفون والسلطة في مصر 1990
- أقواس الهزيمة: وعي النخبة بين المعرفة والسلطة 1990
- خطاب إلى القاريء العادي 1990
- الأقباط في وطن متغير - 1991
- 1992 - نجيب محفوظ من الجمالية إلى نوبل
- برج بابل: النقد والحداثة الشريدة - 1993
- بداية التاريخ: من زلزال الخليج إلى زوال السوفييت 1993
- الخروج على النص: تحديات الثقافة والديمقراطية 1994
- 1994 - الحلم الياباني
- مرآة المنفى: اسئلة في ثقافة النفط والحرب - 1999
- يوم طويل في حياة قصيرة - 1999

## روابط خارجية
- غالي شكري.. لماذا نسيناه؟... نسخة محفوظة 20 ديسمبر 2008 على موقع واي باك مشين.
- غالي شكري غالي...